# Sejm (Zweite Republik)
Der Sejm war in der Zweiten Republik 1918 bis 1939 eine Kammer des polnischen Parlaments mit Sitz in Warschau.

## Verfassungsgebende Versammlung
Nach der Wiedererlangung der Unabhängigkeit im Herbst 1918 wurde am 26. Januar 1919 aufgrund des Dekrets über die Wahlordnung für den verfassunggebenden Sejm vom 28. November 1918 eine Verfassunggebende Versammlung, der Sejm Ustawodawczy gewählt. Dieser Sejm tagte vom 10. Februar 1919 bis zum 27. September 1922. Er bestand zunächst aus 395 (Stand 20. Januar 1920) und danach aus 435 Abgeordneten. Am 20. Februar 1919 wurde die provisorische Kleine Verfassung erlassen. Am 17. März 1921 wurde die Verfassung der Zweiten Republik verabschiedet.

## Der Sejm
Die Verfassung sah ab 1922 ein bikamerales Parlament vor. Neben dem Sejm bestand der Polnische Senat.
Der Sejm bestand 1922 bis 1935 aus 444 und 1935 bis 1939 aus 208 Abgeordneten. Wählbar waren Männer und Frauen mit einem Mindestalter von 25 Jahren. Rechtsgrundlage war das Gesetz vom 28. Juli 1922 über die Wahlordnung für den Sejm bzw. die Wahlordnung vom 8. Juli 1935. Bis 1935 wurden 372 Abgeordnete in 64 Wahlkreisen mit je 4 bis 14 Sitzen gewählt. Weitere 72 Abgeordnete wurden über Staatslisten gewählt.
| Wahlperiode | Wahltermin        | Legislaturperiode                       |
| ----------- | ----------------- | --------------------------------------- |
| I. Sejm     | 5. November 1922  | 28. November 1922 bis 30. November 1927 |
| II. Sejm    | 4. März 1928      | 27. März 1928 bis 29. März 1930         |
| III. Sejm   | 16. November 1930 | 9. Dezember 1930 bis 28. Juni 1935      |
| IV. Sejm    | 8. September 1935 | 4. Oktober 1935 bis 21. Juli 1938       |
| V. Sejm     | 6. November 1938  | 28. November 1938 bis 2. September 1939 |

Die Wahlbeteiligung lag 1928 bei 78 %. 122 Mandate gingen, unterstützt durch Manipulationen und Wahlhilfen an die Piłsudski-freundliche Bezpartyjny Blok Współpracy z Rządem (BBWR). Die zweitstärkste Fraktion bildeten die Sozialisten mit 63 Abgeordneten. Die rechte Nationaldemokratie und die Bauernpartei verloren je fast zwei Drittel der Stimmen im Vergleich zur vorangegangenen Wahl und erhielten nunmehr nur 8 bzw. 5 Prozent der Sitze.
Die Wahl im November 1930 brachte der BBWR, nach Manipulationen und Fälschungen, 247 Sitze.
Mit der Besetzung Polens durch Deutschland und die Sowjetunion endete auch die Geschichte des Sejms der Zweiten Republik.